# 유니버설 오디오 아키텍처
유니버설 오디오 아키텍처(Universal Audio Architecture, UAA)는 최신 마이크로소프트 윈도우 운영체제의 오디오 장치에 대한 하드웨어 및 클래스 드라이버 아키텍처를 표준화하기 위해 마이크로소프트가 2002년에 발표한 계획이다. USB, IEEE 1394(파이어와이어), PCI 및 PCI 익스프레스를 지원하는 인텔 고선명 오디오 등 세 가지 클래스의 오디오 장치가 기본적으로 지원된다.
윈도우 비스타부터 마이크로소프트는 윈도우 로고 인증을 통과하기 위해 모든 컴퓨터 및 오디오 장치 제조업체가 UAA를 지원할 것을 요구한다.